# Fu Shou
Fu Shou (chiń. 伏壽, zm. 214) – pierwsza żona cesarza Xiana.

## Pochodzenie i związek z cesarzem
Ojcem przyszłej cesarzowej Fu Shou był Fun Wan, potomek w siódmym pokoleniu Fu Dana, dziedzicznego markiza Buqi. Matką Fu Shou była księżniczka Yang’an, córka cesarza Huana. Ród Fu wywodził się od znakomitego konfucjańskiego uczonego Fu Shenga.
W 190 roku kiedy cesarz Xian został zmuszony przez Dong Zhuo do przeniesienia stolicy na zachód do Chang’anu, Fu Shou została cesarską konkubiną, a w pięć lat później kiedy cesarz był pod kontrolą popleczników Donga Zhuo, Li Jue i Guo Si cesarzową.

## Cesarzowa
Kiedy cesarz Xian panował przechodząc z rąk do rąk kolejnych dowódców, najwyraźniej był z wzajemnością zakochany w swojej młodej i pięknej żonie, chociaż jego władza malała z każdym dniem. Pod koniec 195 roku w czasie powrotu do starej stolicy Luoyang cesarzowa Fu siedząca na powozie obok męża obok kilku beli białego jedwabiu została wraz z nim opryskana krwią broniących ją żołnierzy zabitych przez wojsko generała Cao Cao. Kiedy w końcu dotarli do stolicy okazało się, że jest ona zdziesiątkowana przez głód i zarazy, a większość wysokich urzędników została zamordowana przez rozbójników lub zginęła z głodu.
Cesarzowa Fu miała nienawidzić dominacji Cao Cao nad dworem i całym imperium – w 200 roku kiedy konkubina Deng, której ojciec Deng Cheng został zamordowany wskutek nieudanego spisku przeciwko Cao Cao, została ścięta bez wiedzy i zgody cesarza, nielubiąca jej wściekła i przerażona cesarzowa Fu Shu napisała do swojego ojca, Fu Wana oskarżając Cao Cao o okrucieństwo i proponując swoim krewnym wszczęcie spisku przeciw tyranowi. Fu Wan był przerażony i postanowił niczego nie robić, ale treść listu wyszła na jaw w 214 roku. Oszalały z gniewu Cao Cao zmusił cesarza Xiana do odebrania żonie tytułu cesarzowej, a kiedy cesarz zaprotestował, generał wysłał żołnierzy do pałacu w którego ścianach ukryła się cesarzowa Fu. Młoda kobieta została odnaleziona i wywleczona na zewnątrz, miała błagać o litość i prosić męża o ratunek. Została zamordowana wraz z całą rodziną i dwoma synami. Cesarz Xian został oszczędzony, ponieważ jego status marionetkowego władcy został ukazany całemu imperium. Cao Cao uznał śmierć cesarzowej za błąd w sztuce lekarskiej i nakazał pochować ją z honorami należnymi cesarzowej.